# Premio Rafto
Il Premio Rafto è un premio annuale istituito in memoria del professor Thorolf Rafto e assegnato dal 1987 a persona o organizzazione che abbia dedicato la vita a principi fondamentali, in particolar modo ai difensori dei diritti umani nel senso più ampio. L'assegnazione del premio, oltre al riconoscimento personale mette in evidenza il contesto in cui si è mosso il premiato, che a volte è sottoesposto nei media tradizionali.
La cerimonia di consegna del premio si svolge a Bergen in Norvegia la prima domenica di novembre al Teatro Nazionale.
Il Premio Rafto ha anticipato alcune volte la concessione del Premio Nobel per la pace.

## I premiati Rafto
- 1987: Jiří Hájek, Cecoslovacchia
- 1988: Trivimi Velliste, Estonia
- 1989: due premiati: Doina Cornea, Romania, e FIDESZ, Ungheria
- 1990: Daw Aung San Suu Kyi, Birmania
- 1991: Elena Bonnėr, Russia
- 1992: Preah Maha Ghosananda, Cambogia
- 1993: Il popolo di Timor Est rappresentato da José Ramos-Horta
- 1994: Leyla Zana, Kurdistan/Turchia
- 1995: Comitato delle madri dei Soldati in Russia, Russia
- 1996: Palermo Anno Uno, Italia
- 1997: The Romani people of the world rappresentata dal professor Ian Hancock
- 1998: ECPAT ”End Child Prostitution, Child Pornography and the Trafficking of Children for Sexual Purposes”
- 1999: Gennady Grushevoy, Bielorussia
- 2000: Kim Dae-jung, Corea del Sud
- 2001: Shirin Ebadi, Iran
- 2002: Sidi Mohammed Daddach, Sahara Occidentale
- 2003: Paulos Tesfagiorgis, Eritrea
- 2004: Rebiya Kadeer, Regione Autonoma Xinjiang Uiguri, Cina
- 2005: Lidia Yusupova, Cecenia
- 2006: Thích Quảng Độ, Vietnam
- 2007: National Campaign on Dalit Human Rights, India
- 2008: Bulambo Lembelembe Josué, Congo
- 2009: Malahat Nasibova, Azerbaigian
- 2010: José Raúl Vera López, Messico
- 2011: Frank Mugisha, Uganda
- 2012: Nnimmo Bassey, Nigeria
- 2013: Bahrain Centre for Human Rights, Bahrein
- 2014: Agora, Russia
- 2015: Ismael Moreno, Honduras
- 2016: Yanar Mohammed, Iraq
- 2017: due premiati: Parveena Ahanger e Parvez Imroz, Jammu e Kashmir, India
- 2018: Adam Bodnar
- 2019: Rouba Mhaissen